# Passage de la Petite-Venise
Le passage de la Petite-Venise, est une voie piétonne de la ville de Colmar, en France.

## Situation et accès
Cette voie de circulation, d'une longueur de 50 m, se trouve dans le quartier centre.
On y accède par le boulevard Saint-Pierre et la rue de la Herse.
Cette voie n'est pas desservie par les bus de la TRACE.

## Origine du nom
Au Moyen Âge, l'accès au centre-ville de Colmar par la rivière Lauch était fermée la nuit à l'aide d'une grille descendue dans l'eau.